# سيندر
سيندر هي الرواية الأولى لماريسا ميير، نشرت من قبل ماكميلان بابليشرز من خلال شركتها الفرعية فيول والأصدقاء في عام 2012. وهي أول رواية في سلسلة روايات الخيال العلمي للشباب المعروفة باسم سجلات القمر، ثم يليها روايات: سكارليت، وكريس، ووينتر. القصة قائمة بشكل كبير على الحكاية الخرافية الكلاسيكية «سندريلا».

## القصة
وضعت القصة في بكين مستقبلية جديدة، حيث أن مختلف الدول قد شكلت أعيد تنظيمها لتشكل امبراطوريات جديدة وتحالفات، وتم استعمار القمر. البطلة، لين سيندر، هي سايبورغ تعمل في كشك ميكانيكي في سوق شارع محلي في بكين الجديدة، وتعيش تحت حماية زوجة أبيها. مبكرا في الكتاب، التقت الأمير كاي الذي طلب منها أن تصلح روبوت شخصي. مرضت أخت سيندر غير الشقيقة بطاعون بعد مصاحبتها لسيندر لمزبلة لجمع قطع غيار للإصلاح. في غضب، تبرعت زوجة أب سيندر بها إلى أبحاث الطاعون. عندما حقنت سيندر بالطاعون، أظهرت مناعة ضده. بدأ الدكتور إيرلاند، باحث في الطاعون، أبحاثا على مناعة سيندر، التي قادت إلى البحث في فزيولوجيا سيندر الفريدة من نوعها، نسيجها السايبورغي، وفي النهاية حياتها قبل أن تصبح سايبورغ بعمر 11 سنة، التي لا تتذكرها.
في نفس الوقت، مات والد الأمير كاي بالطاعون، ما نتج عنه أن يصبح الأمير إمبراطور الكومنولث الشرقية. كان هناك ضغط في إنشاء تحالف بين كول كوكب الأرض مستعمرة القمر، بقيادة الملكة ليفانا، التي لها القدرة لاستغلال الكهرباء الحيوية للناس حولها وجعلهم يرون ما تريدهم أن يروا. يتم التحالف المقترح بزواج الأمير كاي والملكة ليفانا، أيا يكن، يريد الأمير كاي إحباط هذه الخطة عن طريق إيجاد امرأة أخرى ليتزوجها أولا. هو يبحث أيضا عن معلومات بخصوص أناس المستعمرة القمرية، التي كان يبحث عنها روبوته الشخصي عندما تحطم. قريبا بعد ذلك، ماتت لين بيوني بالليتيموسيس وخزنت لين سيندر رقاقة تعريفها وأخذتها معها. بسبب هذا، وبخت لين أدري سيندر بتحطيم إيكو لقطع.
توجت القصة بكرة سنوية، حيث الأسرار مكتشفة والشخصيات عليها أن تضع قرارا لمستقبلها.

## الشخصيات
سيندر: سايبورغ ميكانيكية تبلغ من العمر 16 عامًا، وهي شخصية مستوحاة من شخصية سندريللا.
إيكو: مساعدة سيندر للأندرويد، والتي تنسى أحيانًا أنها ليست بشرية بسبب شريحة شخصيتها التالفة.
الأمير كايتو: ولي عهد امبراطورية الكومنولث الشرقي، وهو مستوحى من شخصية الأمير تشارمينج في قصة سيندريلا.
نينسي: الإنسان الآلي الخاص بكاي، والذي طلب من سيندر إصلاحه في بداية القصة.
ريكان: والد كاي وإمبراطور بكين الجديدة.
لين بيوني: أخت سندر وصديقتها الحميمة، وهي ابنة لين جاران، ولين ادري. والتي تصاب في وقت مبكر من القصة بداء الطاعون الأزرق.
لين بيرل: ابنة أدري وجاران، والأخت الكبرى لبيوني. والتي تسيء معاملة سيندر أختها غير الشقيقة.
لين أدري: زوجة أب ومربية سيندر التي تسيء معاملتها وتحط من قدرها دائمًا، حيث تعتقد أن السايبورغ صنفًا أدنى مكانة من البشر، وأنهم لا يشعرون.
تشانغ ساشا: خبازة في السوق أصيبت بالطاعون الأزرق في بداية القصة، ومن ثم حرق الكشك الخاص بها. لقد وقد كانت تكره سيندر بشدة بسبب كونها سايبورغ.
تشانغ سونتو: ابن ساشا.
الدكتور ديمتري إرلاند: رئيس قسم أبحاث داء الطاعون الأزرق في البلاط الامبراطوري. والذي يكتشف أن سيندر قمرية، وأنها قد هربت سرًا من القمر.
ليفانا: ملكة القمر، والتي تمتلك قدرة سحرية قوية تسمى الفتنة تمكنها من إجبار الناس على طاعة أوامرها، وتجعلهم يشعرون بكونها جميلة دائمًا.
سيبيل ميرا: رئيسة ساحرات ليفانا المخلصة، والتي دائمًا ما تطيع أوامرها، كانت تقيم في الأساس في قصر بكين الجديدة قبل وفاة الإمبراطور ريكان.
كون تورين: المستشار الملكي للأمير كاي.

## أصل الرواية
كشفت مؤلفة الرواية خلال مقابلة في معرض بولونيا لكتب الأطفال في إيطاليا في عام 2012 عن أصل روايتها، فلكونها مهووسة بالحكايات الخرافية، كانت قد أمضت وقتًا طويلاً في تتبع أصول قصص الأطفال الغربيين الأكثر شيوعًا. وتقول مايير:
«يعتقد بعض الباحثون أن قصة صينية كانت قد سجلت في القرن التاسع تسمى (يي تشيان) كانت هي مصدر قصة سندريلا الأصلية، وهي المصدر المباشر للقصص التي نعرفها من حكايات تشارلز بيرولت، والإخوة جريم، كما يعتقد البعض أن أيقونة الحذاء المفقود التي استخدمت للعثور على الفتاة الهاربة أتت إلى الأدب الغربي في الأصل من التقاليد الصينية القديمة التي انتشرت فيها ممارسة ربط أقدام الفتيات الصغيرات للتحكم في أحجامها، أذ أن صغر أقدام النساء كان أحد مقاييس الجمال، ورمزًا للأنوثة آنذاك.»
لهذا قررت ماريسا ميير أن تجعل أحداث نسختها من القصة تدور في المستقبل في مدينة بكين الجديدة، كي تنغلق الدائرة، وتعود أحداث القصة لموقعها الأصلي.
كما أن قرار ماريسا مايير بجعل سيندر سايبورغ كان قد بدأ من فكرة مضحكة خطرت في ذهنها؛ أنه بدلاً من أن تفقد سيندريللا حذاءها، فلماذا لا تفقد قدمها بالكامل على الدرج!"

## أراء النقاد
حظيت الرواية بالكثير من النقد الإيجابي، حيث وصفتها صحيفة لوس أنجلوس تايمز بأنها «رواية منعشة»، وأشادت بشخصية سيندر. كما جاءت مراجعات مجلة دور النشر الأسبوعية للكتاب إيجابية للغاية، قائلة إن شخصيات الرواية «يسهل الاستثمار فيها». ووصفت قائمة كتب جمعية المكتبات الأمريكية رواية سيندر بأنها تدوير جديد لقصة سيندريللا المعروفة. وذكرت صحيفة وول ستريت جورنال أن الرواية سهلة القراءة ومدهشة إلى حد جيد.
كتبت مجلة النقد الأدبي كيركوس ريفيوز أن موضوع الاستعباد بالتخاطر عن بعد في الرواية قد بدا في غاية البساطة، ومتناقض إلى حد ما، ألا إن تقديم شخصية سيندركان رائعًا للغاية. وكتبت مجلة ذا هورن بوك ماجازين أن اكتشاف سيندر كان حدثًا متوقعًا خلال الرواية، ولكن التقلبات والانعطافات خلال حبكة الرواية، إلى جانب الشخصيات المعقدة، والبناء التفصيلي لعالمها قد جعل منها عملًا متوازنًا. كما كتبت مجلة الفانتازيا والخيال العلمي على الإنترنت تور دوت كوم قائلة:
«رغم أن رواية سيندر لها عيوبها، إلا أنها قصة مسلية للغاية، وواحدة من أفضل محاولات إعادة تخيل سندريلا التي رأيتها على مر العصور.»

## الإصدارات اللاحقة وسلسلة سجلات القمر
بعد النجاح الهائل الذي حققته رواية سيندر، تلاها أربعة روايات لنفس المؤلفة ضمن سلسلة روايات سجلات القمر التي تستند إلى الحكايات الخرافية المعروفة في الغرب، كان الكتاب الثاني في السلسلة هو رواية سكارليت التي تستند إلى قصة ذات الرداء الأحمر، ثم تلاه الكتاب الثالث في السلسلة وهو رواية كريس المستوحاة من قصة رابونزل، ثم صدرت الرواية الرابعة في يناير 2015 بعنوان فيرست، تليها رواية وينتر التي صدرت في نوفمبر 2015، وكلا الروايتين الأخيرتين تستندان إلى قصة سنو وايت.
كتبت ماريسا ميير أيضًا ثلاثة قصص قصيرة نشرت خارج سلسلة سجلات القمر عبر موقع واتباد بشكلٍ مجانيّ، كانت الأولى بعنوان أخطاء، ونشرت قبل صدور رواية سيندر مباشرة، والثانية بعنوان جيش الملكة، ونشرت قبل صدور رواية سكارليت مباشرة، والأخيرة هي قصة الأندرويد الصغيرة، وهي مستوحاة من قصة حورية البحر الصغيرة للروائي الدنماركي هانس أندرسن.

## الفيلم
كشفت ماريسا ميير عن أن هناك فيلمًا سينمائيًا مأخوذًًا عن رواية سيندر يجري العمل على إنتاجه حاليًا في سرية، وأن الشركة المنتجة لا زالت في مرحلة البحث عن مخرج للفيلم للتعاقد معه.